# 1・2のアッホ!!
『1・2のアッホ!!』（いちにのアッホ!!）は、コンタロウによる日本の漫画。『週刊少年ジャンプ』（集英社）において、1975年から1978年まで連載された。1975年に『父帰る!』で第2回赤塚賞を受賞したコンタロウが、初めて本格的連載に取組んだギャグ漫画である。

## 概要
ボロ小屋の部室に貧乏暮らしをしている友情学園野球部の「カントク」とたった一人の野球部員「定岡」を中心に、波目、校長、ノロ和といった脇役を巻き込んで起きる騒動の数々に、文学・映画・マンガの名作や実在人物のパロディー、時事ネタの風刺を盛り込んだ不条理ギャグで人気を博した。
1975年、コンタロウは、モロング島から20数年ぶりに帰国した（元）日本兵、金子一徹の帰国騒動を描いた読切作品『父帰る』で、少年ジャンプ主催の新人ギャグマンガ家の登竜門、第2回赤塚賞に入選（入選が最高位の賞でコンタロウが初入選者である）。その年内に週刊少年ジャンプに『友情学園』を短期連載、少しの休み期間をおいたのち、『1・2のアッホ!!』とタイトルを代えて連載再開しヒット、そのまま長期連載となった。（『父帰る』は『1・２のアッホ!！』とは別作品で、主人公も厳密にいえば別人であるが、主人公のキャラクターデザイン、作品のテイストが同じであるため、単行本では第1巻の1番目に収録されている）
終了後に連載された『ルーズ!ルーズ!!』（1978年-1979年）はカントクが、野球部監督ではなく、怪盗になるなどキャラクター設定がやや異なる以外は登場人物もほぼ同じ続編。
また、2001年には『新1・2のアッホ!!』として復活した（『コミック伝説のマガジン』連載）。2020年4月には、ウェブ漫画サイト「Comic-Gakuen」に『帰ってきた1・2のアッホ!!』が発表されている。

## エピソード
コミックス第8巻巻末にプロレスラー・ジャイアント馬場（読売巨人軍OB）が書いている「解説」によれば、巨人のOB会でこの漫画の「読捨拒人軍」シリーズのことが話題となったことがあるという。

## 登場人物

### レギュラー、準レギュラー
カントク
友情学園野球部監督。かつてはモロング島に長く潜伏していた日本兵だった（読み切りの『父帰る』と同じ設定）。監督1人に部員は定岡1人で、ろくに野球もせず、試合をやっても勝ったことがないため、部費もろくにもらえず、学園中から白い目で見られ、グラウンドの片隅にあるあばら家の部室で定岡とふたり暮らしをしている。普段は寝巻きに部室内のベンチで寝たきりで、定岡と「いつもすまないねえ」「それはいわない約束でしょ」との会話をかわしながらお粥を食べさせてもらっているが、何か面白い事が起こるとユニフォーム姿になって元気溌剌、首を突っ込み事態を悪化させる。人間離れした顔の持ち主で、入れ歯を空中に飛ばし自由自在に操ることができる。その他の身体能力も老齢の割に妙に高いが、肝心の野球はろくにノックも出来ない。常にかけているサングラスはとったことがない。趣味と特技は演技と悪ふざけで、目立つ事が何より好き。演劇部のように変装衣装を多数所持。プロレスのリングに上がった際には「鉄の心臓」とのリングネームをもつ。
定岡
本名・定岡正二（連載当時、巨人のルーキーとして人気のあった定岡正二の名前をそのまま借用）。カントクからは「定岡ちゃん」と呼ばれることが多い。カントクとは不思議な関係。友情学園野球部ただひとりの部員で、カントクと一緒に野球部部室で暮らしている。10年前、カントクが部室前に捨てられていたのを拾って育てた。基本的にはマジメ・純真な性格のようだが、カントクに育てられたため、カントクのおふざけの最高の相棒でもある。カントク同様、野球部員とは思えないほど野球がヘタ。感動しやすく、背景を真っ暗にして涙を流しながら走る「感動走法」はそれを見た他人にも感動を与える。貧乏で赤ん坊の定岡を野球部前に捨てた両親は、一時ブラジルのコーヒー王となり成長した定岡を引き取りに来たが、破産すると定岡を再び野球部に捨てて去る。常時野球帽を被っており、髪形は不明。
波目
野球部に出入りしている定岡のクラスメート。瞳が「〜」の形をしているため、どんな表情をしても常に笑顔に見られてしまう。『友情学園』では近藤勇三という本名があり“波目”はニックネームであったが、『1・2のアッホ!!』では波目勇三が本名になった模様。知的で批評家的であり、本作の解説役でもあるが、野球部にあわせて珍騒動に悪ノリする事も多い。一家には「身体の一部が波目になっている」という遺伝子があり、母親は「髪型が波目（ウェーブ状）」で父親は「おヘソが波目」である。一度手術をして普通の目になったが、強い振動で元に戻ってしまった。
金子
下の名は直哉。『父帰る』では金子一徹の孫役で登場。『1・2のアッホ!!』ではカントクとは血縁関係のない友情学園の一生徒で、定岡・波目のクラスメートである。初期の頃は波目とコンビでよく登場したが、中盤以降は出番が減っていった。
友情学園校長
ハゲ頭に毛が1本で「電球頭」とよく呼ばれる。顔がそっくりな五つ子の息子がいる。少年時代野球に憧れたがヘタクソでからかわれたため、野球憎しと、野球したさの両面をあわせいだいている。カントクの起こした騒動の被害者役となることが多い。
荒熊先生
初期における定岡たちの担任。柔道部部長。後述の天才犬先生が万引きした百科事典の代金を肩代わりするなど、天才犬先生誕生のきっかけを作る。
天才犬先生
元はただの野良犬。波目たちに無知をからかわれたせいで知識欲が涌き、本屋から万引きした百科事典で猛勉強、その後波目たちのクラスの担任となる。勉強に目覚めた後は四つんばいを止め直立歩行する。先生になった後も土管で暮らしている。
秋芳久美子（教育実習生→先生）
波目たちに「花のオシベは人間でいうと何?」と迫られ困惑する純情な教育実習生。後に経験を積み、正式に教師として友情学園に赴任。秋吉久美子がモデル。
ノロ和
スターになりテレビに映ることに異常な執念を燃やす、佐渡屋の出前持ち。本名・中野和。年齢30歳。『週刊少年ジャンプ』編集部当時のコンタロウ担当編集者中野和雄がモデル。佐賀弁で話す。口癖は「おいはスターばい」。『キン肉マン』『東大一直線』にも登場していた。校長同様、作品内ではとばっちり役が多い。
佐渡屋主人
ノロ和の働く蕎麦屋（寿司屋、ラーメン屋の場合もある）の主人。サディスティックな性癖の持ち主で、スターに憧れサボってばかりのノロ和をいつも拷問しているが、本人いわく、実は愛情表現。
原監督
ライバル根性学園の野球部監督。通称「ガッツマン」。
タツノリ
原監督の息子で、根性学園野球部エース。原辰徳がモデル（「父親が監督」という点も同じ）。
根性学園校長
友情学園と同レベルの三流校の校長。友情学園校長とは犬猿の仲。
流目監督（流目シゲオ）
読捨拒人軍の監督。現役時代は外角に逸れたクソボールを打つ悪球打ちの天才として知られていた。モデルは長嶋茂雄。
陽打治
読捨拒人軍の選手。ホームラン王。カントクのいい加減な助言を前向きに解釈してしまい、カントクを心の師と仰ぎ「老師」と呼ぶ。王貞治がモデル。
腹本勲
読捨拒人軍の選手。将来の夢は（当時は存在していなかった）韓国プロ野球の創設。モデルは張本勲。
キン・タロウ
盲目の（自称）天才漫画家。銀ブラしていたところを「少年ゼンブ」編集部にスカウトされたという。編集部に持ち込みに来たカントク&定岡と演技合戦を繰り広げたが、全部盗作な上にアイディアを使い果たして編集部に捨てられた。モデルは『アストロ球団』の球三郎。
ヒロミちゃん（女の子）
岩崎宏美がモデルの、目の大きなホクロのある少女。波目が一目惚れした転校生役とアラビアの王女様役という異なった役柄で登場。
白ヒゲの老人
カントクを猿と間違えたサーカス団長、松茸王の松多氏、沢村投手の替え玉、また米国プロレス界の長老ケンタッキー・マクドナルドなどなど、登場するたび異なった役柄で現れる老人。サーカス団長時の話から、カントクが少年の頃でもかなりの年齢であったことが分かる。
サングラスの男
『週刊少年ジャンプ』編集部の後藤広喜（のち同誌編集長）がモデルのやや人相が悪い男。度々異なった役柄で登場する。
ピッチングマシン
カントクと定岡がそこら辺の家電製品から開発。『スター・ウォーズ』のR2-D2がモデル。家事性能はもちろんのこと、極めて高性能で、異次元空間を作り出したり、自分を含めた周囲の任意のものをテレポーションさせることができる。パンチカード挿入により様々な魔球を投げ分けるが、ピッチングマシンなため100円を入れないと投球動作はしない。

### その他の登場人物
笑顔スグル
流目監督がスカウトしようとした大学野球選手。常に不敵な笑顔の持ち主。学生時代に肩を壊し、プロ選手としては使い物にならなくなっていたが、契約金に目のくらんだ父に堅く口止めされている。カントクの教えで打者転向を決意する。モデルは名前の通り江川卓。
読捨拒人軍オーナー
何事もゴリ押しで事を進めてしまう、拒人軍の最高権力者。流目の放出も画策したことがある（ただし発端はカントクの悪戯）。
和茂（流目カズシゲ）
流目監督の息子。笑顔スグル獲得の際の金策として父親の流目にオモチャを売り飛ばされるが「わかるよパパ。男どうしだもんね」と理解を示す。モデルは長嶋一茂。
八木
投手出身の読捨拒人軍スカウト。定岡の“速球”に惚れ込み、定岡を拒人軍に入団させる。
荒顔
陽打治に一本足打法を教授したとされる元読捨拒人軍コーチの野球解説者。そのため「陽の心の師」と呼ばれるカントクに嫌悪感を抱いているが、カントクに復讐されかける。元巨人コーチの荒川博がモデル。
飢多監督
拒人軍の日本シリーズでの宿敵球団「半休プレーオフ」監督。当時の阪急ブレーブス監督・上田利治がモデル。
ロング（Wrong）
読捨拒人軍の宿敵「反戦タイガース」所属のアメリカ人投手。ネクストサークルにいる陽打治を狙う超ビーンボールで陽をスランプに陥らせるが、最後は陽にホームランでお返しされてしまう。クライド・ライトがモデル。
外古葉
広島東洋カープのパロディ球団「CORP」に所属する投手で、陽打治の715号ホームラン（ただしカントクのインチキによるもの）献上投手になってしまった。名前は当時のカープのエース・外木場義郎と同球団監督・古葉竹識から。
リーブミー･アローン
陽打治が通算本塁打世界記録を更新した直後に「通算本塁打800号をすでに達成している真の世界記録保持者」としてアメリカ野球協会会長がつれてきたアメリカ人の元野球選手。達成当時は黒人であるための人種差別により記録が認められず、エイブラハム・リンカーンの奴隷解放宣言によりようやく記録が公認されたと語った。名前は王貞治が更新する前の通算本塁打世界記録保持者ハンク・アーロンからで、直訳すると「ほっといてくれ」。
K
「バカ塚賞」（赤塚賞のパロディ）に裏口入選した、という疑惑が持たれた男性漫画家。その後、後述の「M」が「K」の実力を認めたことにより、疑惑を晴らすことになる。
M
「バカ塚賞」の選考に多大な影響力をもたらす大物。
ヒロミちゃん（男性漫画家）
まだ一度も描いた漫画が雑誌に載ったことのない初老の漫画家（森安なおやがモデルとされる）。少年ゼンブの編集者のひとりの「いつか光る」という言葉をみずからも信じて漫画を投稿し続けている。なお、前述の「ヒロミちゃん」とは無関係。
吉田多苦労（たくろう）
吉田拓郎のパロディキャラクターである、名もなきシンガーソングライター。自作の曲を根性学園の校長に同校校歌として盗作され、それが元で根性学園校長に恨みを持っている。なお、同じ回に友情学園音楽教師として井上先生が登場するが、こちらは井上陽水のパロディ。
伊藤姉妹
双子の美人姉妹。波目とノロ和がラブレターを書きデートを申し込んだが（両名とも彼女らを双子とは知らず、同一人物だと思い込んでいた）、待ち合わせ場所で鉢合わせしてしまった挙句、波目・ノロ和とも彼女らに振られてしまう。なおこの「伊藤姉妹」の登場回は、後述する「地虫の伝吉」の登場回と同様、カントク・定岡の両者とも本編に登場しなかった（扉絵には登場）。
燈台劣（とうだい・おとる）
東大通のパロディキャラクター。すでに何浪もしていて、東大通以下の劣等浪人生だが、東大通同様東大に絶対合格するという信念だけは曲げていない。
トミオ
燈台劣同様、東大合格を目指す受験生。元々はタラコ唇がトレードマークの普通の人間だったが、受験勉強のし過ぎがたたり、本物のタラコに化身してしまった。なお、彼には「筋子」（すじこ）というガールフレンドがいるが、彼女もトミオ同様受験勉強のし過ぎで本物のスジコに化身している。
ジャック天野
友情学園・根性学園など各学校校長一同の慰安旅行会に来賓として招かれた教育評論家。挨拶の際必ず「ハーイ、ジャック天野です」と自己紹介するが、それを電話口で特殊部隊に扮したカントクが「ハイジャック」と聞き違え、大騒動になる。少年マガジン連載の「パンパカ学園」には化学教師「天野ジャック」が登場する。
ゴルゴ十三（じゅうそう）
ゴルゴ13のパロディキャラクターである、ゴキブリスナイパー。大阪・十三の出身で関西弁で喋る。
ジョークス
凶暴でありながら、ジョークが大好きな人喰いザメ。「人をくったサメ」といわれるが慣用句としての意味だという説も。「ジョークス」に片足を食いちぎられた恨みを晴らすべく、カントクがモリを片手に「ジョークス」と戦う（ただし、カントクの夢の中の話）。なお、この「ジョークスの巻」は、『ジョーズ』『白鯨』『男はつらいよ』の映画3作品をベースに構成されている。
インフェルノ
高層ビルの校舎を持つインチキ塾長で初登場。元ネタは映画『タワーリング・インフェルノ』。その後インチキ航空社長として登場したりプロレスラー、ブッチャーのマネージャーで登場する。
ブラブーラ・ブッチャー
モデルはアブドーラ・ザ・ブッチャー。残虐殺法で売る悪役プロレスラー。実は大変気が弱いため「鉄の心臓」カントクにあずけられる。
アントニオ・胃乃木
日本のプロレスラー。モデルはアントニオ猪木。自分が鉄の爪と戦いたくないだけでカントクをリングに引っ張り出した。2度目の登場時はアントニオ・緒木という名でカントクにプロレスの台本を書かせる。
鉄の爪&オージリー・ヒップバーン夫妻
米国のプロレスラー夫婦。鉄の爪のモデルはフリッツ・フォン・エリック。「鉄の心臓」カントクにシングルとタッグで2度も敗れたため、アメリカには戻れず、日本でマッサージ店を開業。
鉄人ヤルー・テーズ
米国のプロレスラー。鉄の爪が負けた汚名を返上すべく「鉄の心臓」カントクに挑戦するが敗れ去り、日本でくず鉄回収業者となる。モデルはルー・テーズ。
ホラメッド・アリ
プロボクサー。幼少の頃アリ地獄の巣に立小便をした所、性器をアリ地獄に挟まれ、それ以来アリ地獄に限らずハサミを持った生物（またはその物真似）がトラウマとなり、カントクとの異種格闘技戦ではハサミムシのポーズを見せつけられ敗北した。また、別の回でノロ和（リングネームはロッキー・ノロ和）とも対戦したが、僅差で判定勝ちを収めている。モデルはモハメド・アリ。
ナディア・ルマネチ
ルーマニアの体操選手。天才であるがゆえに我侭な性格だったが、カントクによって目を覚まされた。モデルはナディア・コマネチ。
高嶺ノ花
美男子で女性に大人気の大相撲力士。実はその美しい顔は整形。本名は為五郎。モデルは初代貴ノ花。
アラッ・ドロン
アラン・ドロンがモデルの麻薬バイヤー。
田宮痔瘻（じろう）
「クイズ・シランプリ」司会者。田宮二郎がモデル。
南春生
持ち歌「おまんた音頭」で国営放送を混乱の渦に陥れる原因を作ったグラム演歌の大御所歌手。「KHK白黒歌合戦」出場時はカントクにその派手な衣装を奪われてしまう。三波春夫がモデル。
パンティーズ
「KHK白黒歌合戦」出場歌手。スーちゃん、ブーちゃん、へーちゃんのアイドル三人娘。キャンディーズがモデル。
都フユミ
レコード大将の最有力候補歌手で、釜鍋社長の自宅に最後のお願いに押しかけるも、カントクのせいで全ての目論見がはずれる。都はるみがモデル。
釜鍋社長
芸能プロダクション「釜プロ」社長。「釜プロ」を一代で巨大プロダクションまで成長させた。しかし、マスコミに騒がれる事を恐れ屋敷を高い塀で囲むなどしマスコミをシャットアウトしており、その姿を知る者はいない。彼の発言力で芸能界が動かされている、とまで言われる芸能界のドンである。当時の渡辺プロ社長・渡辺晋がモデル。
国営放送（KHK）プロデューサー
KHK放送センターに乱入したカントク・定岡・波目の悪戯に巻き込まれ集金人に降格されるも、年末の「KHK白黒歌合戦」の時にはプロデューサーに復帰していた。
アメリカ大統領
予算不足で片道分しか燃料の積んでいない有人火星探査機「バイバイキング」（元ネタはバイキング探査機）に、NASAがノロ和を「テレビに出られる」と騙して乗せて火星に飛ばすことを黙認。ジミー・カーター米大統領がモデル。
地虫の伝吉
ノロ和の幼馴染で今はテレビタレント。通称ジームシのデーンちゃん。モデルはジェームズ・ディーン。なおこの「地虫の伝吉」の登場回は、カントク・定岡の両者ともに本編にも扉絵にも登場しなかった唯一の回である。
坂東玉触郎（ばんどう・たまさわろう）
友情学園に転校してきた美少年。カントクは男と分かってながら恋してしまうが、実は女性。歌舞伎の女形を職業とする父（玉握郎）と、元宝塚歌劇団の男役だった母が共に自分の跡を継いで欲しいと考えており、女形と男役についての複雑な思惑で育てられた。元ネタは『ヴェニスに死す』
開明（かいめい）さん
「アッホ」とほぼ同時期に『ジャンプ』に連載された諸星大二郎の「孔子暗黒伝」に登場するライオン風のキャラクター「開明獣」（かいめいじゅう）をスピンオフさせた、一応理論派の野球解説者。
3億円事件の犯人
当時の7年前に3億円事件を起こした犯人。時効成立まで潜伏していたが、肝心の時効の日にカントクのすっぽ抜けバットが頭部にぶつかり、記憶喪失になってしまう。
ブラックジャックス
最終回に登場する、不良少年がメンバーの野球チーム。根性学園を痛めつけた勢いで友情学園に挑戦する。モデルは『巨人の星』の花形満率いるブラックシャドーズ。

## パロディの題材にされた作品・事件など
- タワーリング・インフェルノ（スティーブ・マックイーン主演）
- ロッキー（シルヴェスター・スタローン主演）
- 太陽がいっぱい（アラン・ドロン主演）
- ジョーズ（スティーヴン・スピルバーグ監督）
- 白鯨（グレゴリー・ペック主演）
- 赤穂浪士（忠臣蔵）（長谷川一夫主演）
- 南の島に雪が降る（久松静児監督・加東大介原作・主演）
- 砂の器（野村芳太郎監督・加藤剛主演）
- 君よ憤怒の河を渉れ（佐藤純彌監督・高倉健主演）
- 犬神家の一族（市川崑監督・石坂浩二主演）
- 八つ墓村（野村芳太郎監督・渥美清主演）
- 男はつらいよ（山田洋次監督・渥美清主演）
- 日活ロマンポルノ
- 巨人の星（梶原一騎原作・川崎のぼる画）
- 侍ジャイアンツ（梶原一騎原作・井上コオ画）
- あしたのジョー（高森朝雄（梶原一騎）原作・ちばてつや画）
- 愛と誠（梶原一騎原作・ながやす巧画）
- ゴルゴ13（さいとう・たかを原作・画）
- ドーベルマン刑事（武論尊原作・平松伸二画）
- 東大一直線（小林よしのり原作・画）
- 耳なし芳一
- なぞの転校生（NHK少年ドラマシリーズ）
- NHK紅白歌合戦（NHK）
- 日本レコード大賞（TBS）
- クイズグランプリ（フジテレビ）
- クイズタイムショック（テレビ朝日）
- アップダウンクイズ（毎日放送－TBS系）
- パネルクイズ アタック25（朝日放送－テレビ朝日系）
- 三億円事件（1968年12月発生、1975年12月時効成立）
- 元日本兵横井庄一さん帰国（1972年2月）
- ダッカ日航機ハイジャック事件（1977年9月）
- 長崎バスジャック事件（1977年10月）
- 江川事件（1977年ドラフトにおけるクラウンライター指名時）
- スーパーカーブーム（1977年頃）
- 鳥獣人物戯画